# Bălata, Hunedoara
Bălata (în maghiară Balátatelep) este un sat în comuna Șoimuș din județul Hunedoara, Transilvania, România.